# 克萊德 (堪薩斯州)
克萊德（英語：Clyde）是一個位於美國堪薩斯州克勞德縣的城市。

## 地方資料
根據2020年美國人口普查的數據，克萊德的面積為1.74平方千米，當中陸地面積為1.74平方千米，而水域面積為0.00平方千米。當地共有人口694人，而人口密度為每平方千米398.85人。